# Marie-Thérèse-Félicité d'Este
Pour les articles homonymes, voir Marie-Thérèse de Modène (homonymie) et Marie Félicité (homonymie).
Marie-Thérèse-Félicité d'Este, née au palais ducal de Modène le 6 octobre 1726 et morte au château de Rambouillet le 30 avril 1754, est princesse italienne, membre de la maison d'Este. Elle fut duchesse de Penthièvre par son mariage avec Louis de Bourbon, petit-fils de Louis XIV.

## Biographie

### Enfance
Marie-Thérèse-Félicité de Modène, dite « Mademoiselle de Modène », est la fille du duc François III de Modène et de la duchesse Charlotte-Aglaé d'Orléans, fille de Philippe d'Orléans, le régent et ainsi petite-fille du roi Louis XIV. Cette dernière, compromise dans une relation amoureuse avec le duc de Richelieu, est contrainte d'épouser le duc de Modène pour éviter que son amant ne soit emprisonné à la prison de la Bastille, leur union étant impensable.
Cette dernière s'ennuie fort en cette petite cour italienne, cultivée mais provinciale. La duchesse retourne donc en France et en profite pour marier ses filles au sein de la famille royale. Ce genre d'union était complètement inespéré pour des princesses d'un petit duché italien.

### Mariage
Ainsi, Marie-Thérèse-Félicité épouse, le 29 décembre 1744, Louis-Jean-Marie de Bourbon, le duc de Penthièvre. Il est le fils de Louis-Alexandre de Bourbon, fils légitimé du roi Louis XIV et de sa favorite, Madame de Montespan. Le jeune duc jouit d'une fortune colossale.
À la différence de sa sœur, Marie-Fortunée d'Este, qui épousera en 1754 Louis-François-Joseph de Bourbon-Conti, elle forme pendant les dix ans que dure son mariage, un couple harmonieux et doux, avec son époux aussi pieux et charitable qu'elle. Elle meurt en couches avec le dernier de ses enfants, qui disparaît avec elle. Le duc lui reste fidèle et ne se remarie jamais.

## Descendance
Descendant tous deux du roi Louis XIV et de Madame de Montespan, les époux sont de proches parents : le père du duc est le frère de la grand-mère de la duchesse, laquelle a été mariée à son cousin germain Philippe d'Orléans. Cette consanguinité explique que seuls deux des sept enfants du couple atteignent l'âge adulte, Louis-Alexandre et Marie-Adélaïde :
1. Louis-Marie de Bourbon (1746-1749), duc de Rambouillet ;
2. Louis-Alexandre-Joseph-Stanislas de Bourbon, prince de Lamballe, qui épouse en 1767 Marie-Louise-Thérèse de Savoie-Carignan ;
3. Jean-Marie de Bourbon (1748-1755), duc de Châteauvillain ;
4. Vincent-Marie-Louis de Bourbon (1750-1752), comte de Guingamp ;
5. Marie-Louise de Bourbon (1751-1753), dite « Mademoiselle de Penthièvre » ;
6. Marie-Adélaïde de Bourbon, dite « Mademoiselle de Penthièvre », mariée à Louis-Philippe d'Orléans. Ils sont les parents du futur roi Louis-Philippe Ier ;
7. Louis-Marie-Félicité de Bourbon (1754-1754).

## Titres et prédicats
- 6 octobre 1726 — 29 décembre 1744 : Son Altesse[2]la princesse Marie-Thérèse-Félicité d'Este de Modène (« Mlle de Modène » en France) ;
- 29 décembre 1744 — 30 avril 1754 : Son Altesse Madame la duchesse de Penthièvre.